# 山野井妙子
山野井 妙子（やまのい たえこ、1956年 - ）は、日本の登山家。旧姓は長尾妙子。夫は同じく登山家である山野井泰史。静岡県伊東市在住。

## 登山歴
- 1982年、笠松美和子と共に、グランドジョラス北壁ウォーカー稜を、女性としては冬季初登攀。
- 1991年
  - 7月30日　東京都岳連隊（川嶋保幸隊長）としてブロードピークに無酸素登頂。チームメンバーは小西浩文、山野井泰史ら7名。
  - 10月7日、ベルニナ山岳会隊の石坂工と共に、ヒマラヤのマカルーに無酸素登頂に成功するも、下山中に嵐に巻き込まれたため、8100m地点で二日間の露営を余儀なくされる。石坂隊員が凍死。山野井は命は助かったが、重度の凍傷によって、手の指を第二関節から先の10本全てと、足の指8本の切断の重傷を負う。
- 1993年7月31日 ガッシャーブルムII峰 に無酸素登頂。チームメンバーは小西浩文、山野井泰史、戸高雅史。
- 1994年9月4日　遠藤由加とのコンビでチョ・オユーに遠征。ヒマラヤ屈指の難ルートで知られる南西壁をアルパインスタイルで登頂。直前に別ルートで単独登頂した山野井泰史に続き南西壁の第三登（スイス・ポーランドルートの第二登）を果たす。

- 2002年、夫の泰史と共にヒマラヤのギャチュン・カン北壁で雪崩に遭う。この時に二人とも重度の凍傷になり、妙子はさらに指を深く切断する重症、泰史は両手の薬指と小指、右足の全ての指を切断する重傷を負う。